# Karim Essediri
Karim Essediri (* 29. Juli 1979 in Meaux) ist ein ehemaliger französisch-tunesischer Fußballspieler. Der Doppelstaatsbürger von Frankreich und Tunesien war Mittelfeldspieler und spielte meistens auf der rechten Außenbahn.
Er stand im Aufgebot von Roger Lemerre für die Fußball-Weltmeisterschaft 2006 in Deutschland.